# Bob Attwell
Robert Allan "Bob" Attwell (Spokane, Washington, 1959. december 26. –) profi amerikai jégkorongozó.

## Karrier
Komolyabb junior karrierjét 1976-ban az OMJHL-ben kezdte a Peterborough Petes csapatában. Itt 1979-ig játszott. Ebben az évben az ő hosszabbításos góljával nyerték meg a Memorial-kupát. Az 1979-es NHL-drafton a Colorado Rockies választotta ki a hatodik körben a 106. helyen. 1979–1980-ban az NHL-ben kezdte a felnőtt profi karrierjét a Colorado Rockies csapatában. Ám csak hét mérkőzésen léphetett jégre. A szezon további részét a CHL-es Fort Worth Texansban töltötte. A következő szezon szintén így telt, de ekkor már 15 mérkőzésen léphetett jégre a Rockiesben. Ezután soha többet nem játszott az NHL-ben. 1981–1982-es szezont a Fort Worth Texansban töltötte. A következő idényben felkerült az AHL-be a Moncton Alpines. 1983-ban az IHL-be került a Fort Wayne Komets csapatába. 1984-ben Európába ment játszani a német második ligába a Bad Toelz EC-be. Ezután három szezont a Berliner SC Preussenben töltött majd a Heilbronner EC-be került végül 1990-ben a Augsburger EV-ből vonult vissza.
Több rokona is profi jégkorongozó volt. Édesapja, Ron Attwell, nagybácsikái, Bill McCreary és Keith McCreary, valamint unokatestvére, Bill McCreary, Jr., és az ő fia Bill McCreary III. is.

## Díjai
- J. Ross Robertson-kupa: 1978, 1979
- Memorial-kupa: 1979
- CHL All-Star Gála: 1982